# Paul Willems
Pour l’article homonyme, voir Willems (homonymie).
 (juin 2021).
Si vous disposez d'ouvrages ou d'articles de référence ou si vous connaissez des sites web de qualité traitant du thème abordé ici, merci de compléter l'article en donnant les références utiles à sa vérifiabilité et en les liant à la section « Notes et références ».
Paul Willems, né à Edegem près d’Anvers le 4 avril 1912 et mort à Zoersel (province d'Anvers) le 27 novembre 1997, est un écrivain belge flamand de culture francophone. 

## Biographie
Fils de l’écrivaine Marie Gevers, la Flandre qu’il habite est celle de l’Escaut et, au-delà, du grand port d’Anvers.
Depuis la fin du XIXe siècle, la famille Willems occupe le domaine de Missembourg, vieille bâtisse blanche entourée d’un jardin boisé impressionnant et jouxtant un étang qui disparaîtra dans les années 1930. Lieu d’une retraite intemporelle, voué à la magie poétique, ce domaine constitue une permanente source d’inspiration pour les œuvres du fils, comme de la mère.
La grand-mère de Paul Willems lui apprend la lecture dans le Télémaque de Fénelon. Il fait des études de droit à l’Université Libre de Bruxelles où il se spécialise en droit maritime. En 1941, Paul Willems travaille aux services du Ravitaillement, groupement de la pêche. Il part habiter Bruxelles, après son mariage (1942). Son père et son frère meurent en 1944. Paul et Elza Willems reviennent habiter à Missembourg (1946). En 1947, Paul Willems entre au Palais des beaux-arts de Bruxelles – en 1984, il en devient le secrétaire général. Son travail l'amène à beaucoup voyager : en Chine, au Japon, en URSS, aux États-Unis.

## Œuvre romanesque et dramatique
Parallèlement, il élabore une œuvre romanesque et dramatique. Son premier roman, Tout est réel ici (1941), s’enracine dans la Flandre natale, aux abords de l’Escaut, mais témoigne, chez cet amateur de Nerval, d’un constant souci de mêler le rêve à la vie. En 1942 paraît le texte L’herbe qui tremble. Ensuite, c’est La Chronique du cygne, étrange récit mêlant fantaisie et cruauté. En 1949, avec Blessures, Paul Willems livre son seul roman « réaliste ».
L’auteur a été fortement marqué par les contes de Grimm et d’Andersen. Par ailleurs, fin lecteur qui s’amuse des mots, il retient la légèreté d’auteurs d’avant-garde comme Paul Neuhuys, ou s’intéresse à des dramaturges tels Maeterlinck ou Crommelynck. 
En 1948, il rencontre Claude Étienne, fondateur du Rideau de Bruxelles, qui l’incite à écrire pour le théâtre. Ce sera Le Bon Vin de Monsieur Nuche (1949), et Il pleut dans ma maison (1958) qui connaîtra un succès international. L’atmosphère légère et fantaisiste des premières œuvres cède progressivement le pas à une gravité qui donne sa force à son théâtre. Les personnages que rassemblait une même volonté de vivre dans la fiction sont tout à coup confrontés au réel. Ainsi en va-t-il des tiraillements des couples qui composent Les Miroirs d’Ostende (1974), mais aussi des déambulations nocturnes des personnages du Marché des petites heures (1964) et des rêves éclatés du Josty de La Ville à voile (1968)… Le motif de la guerre est souvent l’occasion de parcours tragiques dans lesquels le domaine intemporel mais fragile incarne le seul espoir pour la fantaisie idéale. Ainsi, Warna ou le Poids de la neige (1962) et Elle disait dormir pour mourir (1983) en présentent deux variations bien différentes. La Vita breve (1989), la plus violente de ses pièces, clôture un parcours théâtral où l’innocence a toujours été l’enjeu de passions affolées. En outre, la langue, légère ou ironique, semble constamment chercher une issue poétique aux conflits implacables.
En 1980, il reçoit le Prix quinquennal de littérature.
Sa carrière dramatique n’a pas empêché Paul Willems de poursuivre une œuvre en prose. Ainsi, il publiera deux recueils de nouvelles, La Cathédrale de brume (1983) et Le Vase de Delft (1995) où, souvent, une situation quotidienne bascule vers une révélation poétique. Comme dans son théâtre, la pureté idéale s’élève jusqu’au sublime ou s’effondre dans le tragique. Enfin, Le Pays noyé (1990) est un récit légendaire qui constitue une synthèse de l’univers imaginaire de l’auteur. On y découvre un pays d’Aquélone, basé sur les lieux où a vécu l’auteur, déchiré entre le rêve qu’il incarne et les lois d’une civilisation prosaïque qui s’immisce dans les consciences.
Désir, néant et poésie sont l’aboutissement du trajet littéraire d'un des écrivains majeurs de l’après-guerre en Belgique francophone.
Les archives de l'auteur sont conservées aux Archives et Musée de la littérature à Bruxelles.

## Récits, romans, nouvelles, essais, correspondance
- Tout est réel ici (Roman, Bruxelles, Toison d'Or, 1941)
- L'herbe qui tremble (Récit, Bruxelles, Toison d'Or, 1942)
- Blessures (Roman, Paris, Gallimard, 1945)
- La chronique du cygne (Roman, Paris, Plon, 1949)
- La cathédrale de brume, textes de la mémoire profonde; suivi de, "Lire" et "Ecrire" (Nouvelles, Montpellier, Fata Morgana, 1983)
- Un arrière-pays. Rêveries sur la création littéraire (Louvain-la-Neuve, P.U.Louvain UCL, Chaire de poétique, 3, 1989)
- Le Pays Noyé (Montpellier, Fata Morgana, 1990)
- Le Vase de Delft et autres nouvelles (Bruxelles, Ed. Labor, 1995)
- Vers le théâtre. Écrits 1950-1992 (éd. F. van de Kerckhove, Bruxelles, AML Éditions, Archives du Futur, 2004)
- Lettres à Jacques Ferrand 1946-1994 (Bruxelles, ARLLF - Le Cri, 2005)

## Théâtre
- Le bon vin de monsieur Nuche. (Musique: André Souris) Mises en scène :(1949) Moriss de Vuyst et Claude Etienne au Rideau de Bruxelles (1984)Henri Ruder au Rideau de Bruxelles
- Lamentable Julie, pièce en trois actes, créée par le Rideau de Bruxelles en 1949.
- Peau d’Ours, pièce en trois actes, donnée en 1950 par le Théâtre de verdure de Missembourg, créée par le Théâtre national de Belgique en 1951.
- Air barbare et tendre, pièce en trois actes, créée par le Rideau de Bruxelles en 1952. Version nouvelle de La Légende du pêcheur (1946).
- Off et la lune, pièce en trois actes, créée par le Théâtre national de Belgique en 1955.
- La Plage aux Anguilles, pièce en trois actes, créée par le Rideau de Bruxelles en 1959, Théâtre de Belgique.
- Il pleut dans ma maison Mises en scène : (1962) Pierre Laroche au Rideau de Bruxelles Prix triennal du théâtre 1963
- Warna ou le poids de la neige (1e version 1962) mise en scène de Pierre Laroche au Rideau de Bruxelles; (2e version 1984) mise en scène Henri Ronse au Théâtre National de Belgique
- L’Écho, pièce pour la télévision, créée en allemand par le Südwestfunk Baden-Baden en 1963
- Le Marché des petites heures, comédie musicale en trois actes, créée en allemand par l’Europa-Studio au Festival de Salzbourg 1964 (musique : Eugen Thomas) ; créée en français par le Rideau de Bruxelles en 1966 (musique : Ralph Darbo)
- Plus de danger pour Berto, pièce radiophonique, créée en allemand par le Süddeutscher Rundfunk, Stuttgart 1966
- La ville à voile (Prix Marzotto 1966) Mises en scène : (1968) Jo Dua au Tnéâtre National de Belgique (1980) Henri Ronse au Théâtre du Parc Prix triennal du théâtre 1969
- Le Soleil sur la mer, pièce en trois actes, créée par le Rideau de Bruxelles en 1970
- Les miroirs d'Ostende (Prix quinquennal de littérature française de Belgique 1980) Mises en scène : (1974) Claude Etienne au Rideau de Bruxelles (1979) Henri Ronse au Théâtre Oblique (1998) Frédéric Dussenne au Théâtre de Namur
- Nuit avec ombres en couleurs Mises en scène (1983) Henri Ronse au Théâtre National de Belgique (2007) Frédéric Dussenne au Théâtre de l'Ancre (Charleroi)
- Elle disait dormir pour mourir Mises en scène : (1983) Henri Ruder au Rideau de Bruxelles (1992) Frédéric Dussenne au Rideau de Bruxelles
- La vita breve Mise en scène (1990) Henri Ronse au Nouveau Théâtre de Belgique
- Également, des pièces pour enfants, publiées sous le titre La Neige (Bruxelles, Labor, 1996): La Neige; Le petit chat vert; Histoire du garçon qui voulait décrocher la lune.
- Un Pays Noyé a été créé d'après l'œuvre de Paul Willems au Rideau de Bruxelles en (2005) Frédéric Dussenne.

## Cinéma
- Il pleut dans ma maison (1968) de Pierre Laroche, adaptation par Benoît Lamy[2]. Selon son producteur Pierre Levie, ce serait le premier long métrage belge en couleurs[3].